# کلارا پتاچی
کلارا پتاچّی (ایتالیایی: Clara Petacci؛ ۲۸ فوریهٔ ۱۹۱۲ – ۲۸ آوریل ۱۹۴۵) معشوقه بنیتو موسولینی، رهبر فاشیست‌های ایتالیا بود. او در هنگام آشنایی با موسولینی مجرد بود. اما سپس ازدواج کرد. بعدها به دلایل اختلاف شخصی طلاق گرفت و با موسولینی وارد رابطه شد. پتاچی تا آخرین لحظه با موسولینی ماند و هیچ وقت او را تنها نگذاشت. آن دو هنگام فرار در ۲۶ آوریل ۱۹۴۵ دستگیر و با هم اعدام شدند. سپس جنازه‌های آنها بر دار آویخته شد.

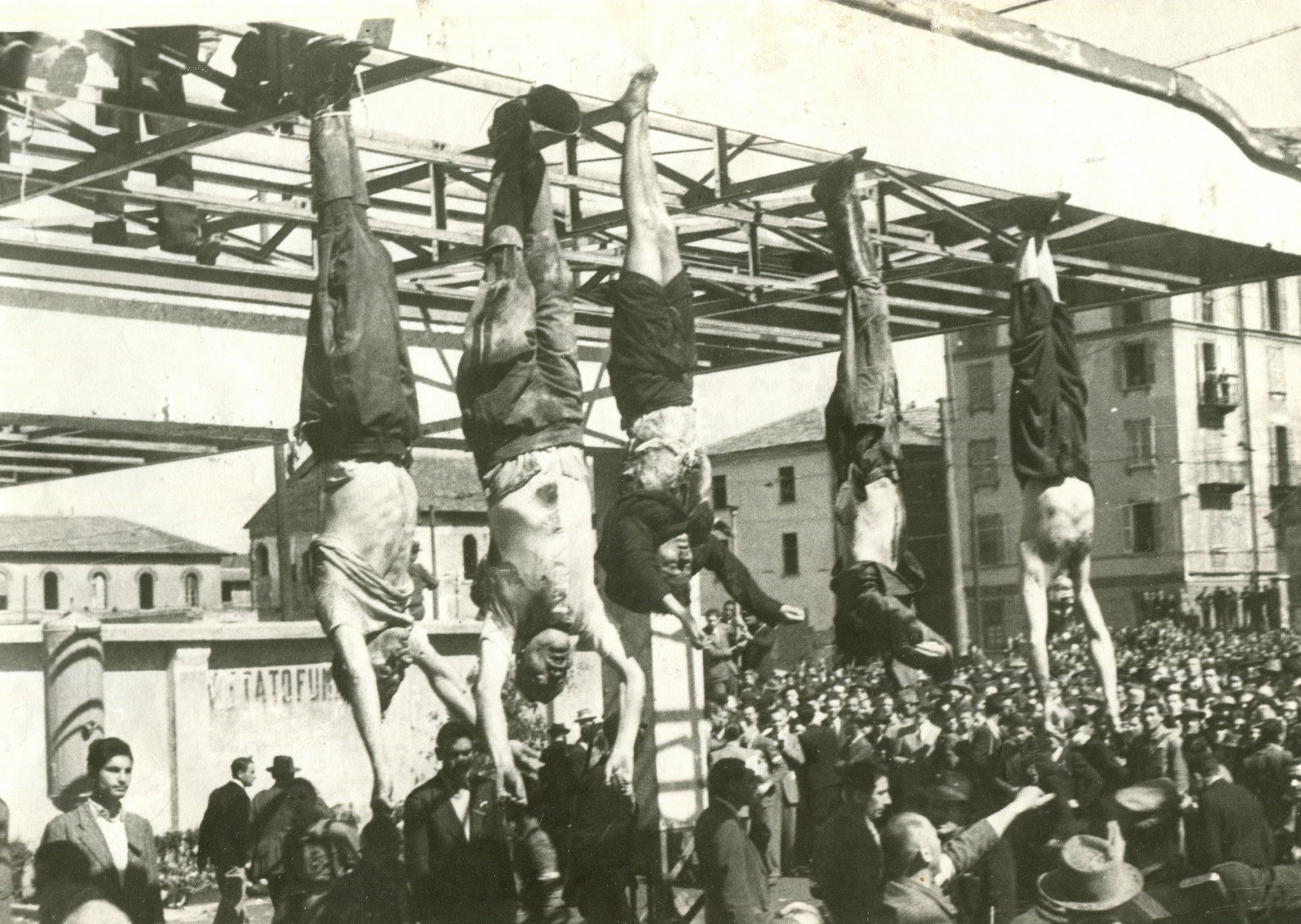
از چپ به راست: نیکلا بمباچی، موسولینی، کلارا پتاچی، پاولینی، آکیله استاراچه در پیاتزاله لورتو میلان (۱۹۴۵)

## زندگی‌نامه
پدر کلارا پتاچی، فرانچسکو پتاچی پزشک مخصوص پاپ پیوس یازدهم بود. او همچنین یک درمانگاه ویژه طبقه مرفه در رم را اداره می‌کرد. مادر کلارا زنی بسیار مذهبی بود. خواهر او بازیگر نقش میریام دی سان سروولو بود. برادر پتاچی، مارسلو پتاچی با موسولینی و پتاچی اسیر شد. اما به جای اینکه در روستای دونگو در ساحل دریاچه کومو اعدام شود، در هنگام تلاش برای فرار بر اثر تیراندازی کشته شد.

## رابطه با موسولینی
موسولینی و کلارا پتاچی در سال ۱۹۳۲ به صورت اتفاقی در ساحل اوستیا در حومه رم با یکدیگر دیدار کردند. پدر و مادر کلارا رابطه خارج از ازدواج او با موسولینی را تشویق کردند. موسولینی با این که با راکله گوییدی ازدواج کرده بود؛ اما رابطه‌ای دیرینه با پتاچی داشت. پتاچی ۲۸ سال از موسولینی جوان‌تر بود. آنها یکدیگر را روزهای یکشنبه در مراسم عشای ربانی می‌دیدند و بعدازظهر همان روز در دفتر کار موسولینی با هم رابطه جنسی داشتند. بین سال‌های ۱۹۳۴ تا ۱۹۳۶ به دلیل ازدواج کلارا با یک ستوان نیروی هوایی وقفه‌ای در رابطه‌ آنها ایجاد شد. اما پس از جدایی، به اصلی‌ترین معشوقه موسلینی تبدیل شد.
بخشی از مکاتبات آن‌ها در بایگانی ملی هنوز هم مورد مناقشه است، که دلیل آن رعایت حریم خصوصی افراد است. کلارا پتاچی در خاطرات خود نوشته بود که موسلینی علاقه جنسی سیری‌ناپذیری داشته است. همچنین زنبارگی موسلینی باعث درگیری‌های زیادی بین آنها می‌شد.

## خاطرات
کلارا پتاچی در خاطرات خود نوشته بود که موسولینی شیفته ناپلئون بناپارت بود و دستاوردهای نظامی خود را با او مقایسه می‌کرد. موسولینی همواره به رابطه خود با آدولف هیتلر افتخار می‌کرد. اما همزمان از تندخویی و پرخاشگری هیتلر نیز انتقاد داشت.

## دستگیری و مرگ
پس از برکناری موسولینی از قدرت در ژوئیه ۱۹۴۳ کلارا پتاچی همچنان در کنار او ماند. آنها پس از چند ماه جدایی، زمانی که هر دو در بازداشت به سر می‌بردند، در سپتامبر همان سال دوباره در شمال ایتالیا به هم پیوستند. موسولینی که با کمک نازی‌ها آزاد شده بود، جمهوری سوسیال ایتالیا را بر پا کرد که فرمانبردار رایش سوم بود.
در پی محاصره نیروهای متفقین و پارتیزان‌های ایتالیا در ۲۵ آوریل ۱۹۴۵ موسولینی به همراه کلارا پتاچی و شماری از مقام‌های دولت جمهوری سوسیال ایتالیا به سوی مرز سوئیس گریخت. اما دو روز بعد پارتیزان‌ها آنها را در روستای دونگو در ساحل دریاچه کومو دستگیر کرده و عصر روز بعد آنها را تیرباران کردند.
در ۲۷ آوریل ۱۹۴۵ موسولینی و پتاچی به هنگام سفر با کاروان اعضای جمهوری اجتماعی ایتالیا، توسط پارتیزانها به اسارت درآمدند. در ۲۸ آوریل او و موسولینی را به مزرگرا برده و تیرباران کردند. روز بعد اجساد موسولینی و پتاچی را به پیاتزاله لورتو (میدان لورتو) در میلان بردند و به صورت وارونه در جلوی پمپ بنزین اسو آویزان کردند. هنگامیکه جمعیت کمونیستی به سوی اجساد سنگ پرتاب می‌کردند، از اجساد آنها عکس گرفته شد.